# Kapela Presvetog Srca Isusova u Popovcu
Kapela Presvetog Srca Isusova katolička je kapela koja se nalazi u zagrebačkoj četvrti Sesvete u naselju Popovec. Sagrađena je 1936. godine, a proširena je 1995. godine.

## Galerija
- Bočno pročelje
- Kapela i spomenik u njenom dvorištu
- Spomenik ispred kapele